# 宇宙小奇兵
《宇宙小奇兵》（英語：Wander Over Yonder）是一部在Disney Channel以及Disney XD播映的美國動畫系列。原版第一季於2013年8月16日至2014年12月4日在Disney Channel播映，第二季則於2015年8月3日至2016年6月27日在Disney XD播映。

## 主角
· 旺達（Wander）
配音：美→Jack McBrayer、台→馬伯強
相信每個人總是有善良的一面的星際旅客，熱愛幫助別人、交朋友、彈班卓的高手。其個性過於樂天，有時會因爲做對的事而害同伴的計劃被打亂，不過做善事會得到好報，常常意外得到好機會從而全身而退。有趣的是，他並沒有固定的名字。即使是面對敵人，也會表現出開朗善良的一面。
· 龍馬（Sylvia）
配音：美→April Winchell、台→張乃文
旺達的座騎兼好朋友，獨立、聰明、勇敢、喜歡且擅長打鬥，經常需要救出陷入困境的旺達。因其明白危險的可能性，故不希望旺達過於樂觀衝動，但願意支持旺達的行動。她是家中唯一的女兒，有三個兄弟，母親為她做好事的舉動感到驕傲。遇見旺達前曾和前男友萊德到處犯罪。

## 反派
· 憤世魔王（Lord Hater）
配音：美→Keith Ferguson、台→徐偉翔
一個獨裁者，以閃電超能力來威脅星球聽令於他，事實上，他並不是一位壞人，其常常因旺達拿走旗子，而生氣地追著他跑，兩季都沒有改變。
· 大目指揮官（Commander Peepers）
· 主宰大帝（Lord Dominator）
在第一季結尾以暗影的方式出現。主宰大帝是一名女性，但通常以穿著全身盔甲的方式出現在眾人面前。目前只能得知她的戰艦和機器人軍隊可能是她自己打造的。和憤世魔王一樣其身世並沒有被說明。主宰大帝一開始原本只想征服星球，但是後來卻意圖摧毀銀河系，最後被龍馬和旺達以及憤世魔王聯手銀河系剩下的居民擊倒。原本旺達想勸主宰大帝改邪歸正，但是主宰大帝不肯，最後拿走旺達的友誼水果籃裡的橘子之後便利用歐珀氣泡離開。
其中主宰大帝的主題曲：“I'M THE BAD GUY”一播出後造成了各國轟動的討論。
· 黑暗方塊
一個以黑色，拉丁文講話，被別人誤解的黑暗方塊。

## 外部連結
- 互联网电影数据库（IMDb）上《宇宙小奇兵》的资料（英文）
- 大卡通上《Wander Over Yonder 》的資料